# گشت‌زنی (نظامی)

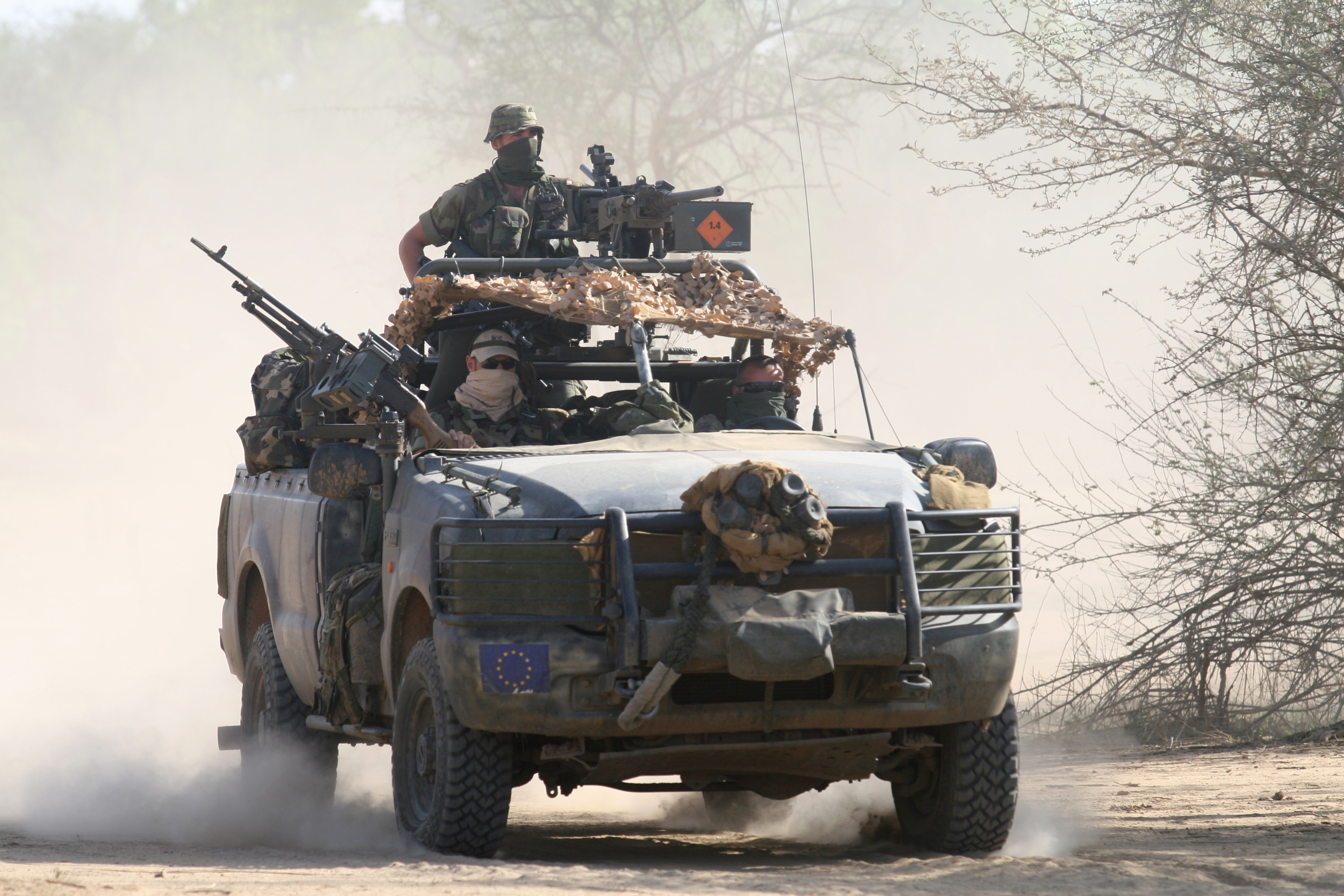
نیروهای تکاور ارتش ایرلند در حال گشت‌زنی در چاد، مه ۲۰۰۸.

گشت‌زنی (انگلیسی: Patrolling) یک تاکتیک نظامی است، که اغلب با هدف شناسایی انجام می‌شود. گروه‌های کوچک یا واحدهای انفرادی از یک تشکیلات بزرگتر برای دستیابی به یک هدف خاص اعزام می‌شوند و سپس بازمی‌گردند. تاکتیک گشت‌زنی ممکن است برای نیروهای زمینی، واحدهای زرهی، واحدهای دریایی و نیروی هوایی اعمال شود. مدت زمان گشت‌زنی بسته به ماهیت هدف و نوع واحدهای درگیر، از چند ساعت تا چند هفته متغیر خواهد بود.
انواع مختلفی از گشت‌زنی وجود دارد که هر کدام هدف متفاوتی دارند. رایج‌ترین آنها جمع‌آوری اطلاعات با انجام گشت شناسایی است. چنین گشتی ممکن است سعی کند مخفیانه بماند و دشمن را بدون اینکه شناسایی شود، رصد کند. سایر گشت‌های شناسایی، به ویژه آنهایی که با جمعیت غیرنظامی تعامل دارند، بصورت آشکار انجام می‌شود.